# Francesc Rubiralta i Rubió
Francesc Rubiralta i Rubió (Barcelona, 1977) és un empresari català, president i conseller delegat de CELSA des de 2010, i entre 2022 i 2023 fou President de l'European Steel Association, la patronal siderúrgica més coneguda com Eurofer.

## Biografia
Fill del fundador de CELSA Francesc Rubiralta i Vilaseca, i de Isabel Rubió Badia, és el gran de quatre germans.
Va estudiar enginyeria de camins, llicenciant-se a la UPC de Manresa. Va completar els seus estudis amb un MBA a la Universitat de Pennsilvània.
Es va incorporar a CELSA Group el 2005, inicialment a l'àrea d'operacions. El 2007 va esdevenir director general de CELSA Steel Service Nordic Holdings, una de les empreses del grup, i entre 2009 i 2010 director general de CEKSA UK Holdings.
El 2010, en morir el seu pare, va esdevenir conseller delegat i president del Grup CELSA. Es considera una de les grans fortunes de Catalunya. Durant la dècada de 2010 va gestionar una política expansionista, fent créixer l'empresa a base d'adquisicions fins esdevenir el tercer fabricant d'acer europeu.
Això va provocar una crisi financera a l'empresa, que primer va negociar amb bancs i més endavant amb fons d'inversió, fet que va generar diverses rodes de refinançament de deute. El 2017 va haver de refinançar el deute amb compres d'accions de la pròpia empresa. El 2021 el Govern Espanyol va injectar més de 500 milions d'euros a l'empresa. Durant el 2023 va dur a terme una lluita jurídica per mantenir el control de l'empresa davant dels seus creditors.
Des del 2019 és vicepresident de la patronal espanyola del sector (Unesid) i membre del seu Comitè Executiu i entre 2022 i novembre de 2023 fou president de la patronal Europea (Eurofer).